# Estoria de los godos
La Estoria de los godos es una versión al castellano o aragonés de la Historia de rebus Hispaniae (1243) de Rodrigo Jiménez de Rada. Fue escrita en 1252/3 por un autor relacionado con el señor de Albarracín Pedro Fernández de Azagra, en cuyo entorno pudo componerse. Se trata de la primera historia de España derivada del Toledano escrita en lengua vernácula, y precede, en este sentido, a la Estoria de España alfonsí.
Las variaciones con respecto a la historia del Toledano muestran el interés del autor por la historia de Aragón y por la figura de Jaime I el Conquistador, mostrando su favoritismo por el infante Alfonso, que moriría antes que su padre y no llegó, por tanto, a heredar. Por otro lado es escaso el interés que le despierta la historia del reino de Castilla. Asimismo usó otras fuentes no presentes en la historia del arzobispo de Toledo, como materiales provenientes de leyendas acerca de los hijos de Sancho Garcés III de Pamplona, la Crónica del moro Rasis (esto es, el Ajbar muluk al-Andalus de Al-Razi) y el Libro de las generaciones y linajes de los reyes o Liber regum. Asimismo, ayuda a esclarecer la evolución de la historiografía medieval escrita en Aragón: la Crónica de los estados peninsulares o Crónica aragonesa de 1305 y la Crónica de San Juan de la Peña (escrita en su redacción latina hacia 1342).